# 小地霸鹟
小地霸鹟（学名：Syrtidicola fluviatilis），是雀形目霸鹟科的一种鸟类，属于单型的小地霸鹟属（学名：Syrtidicola）。
它们分布在哥伦比亚东南部至厄瓜多尔东部、秘鲁东部、玻利维亚北部和巴西亚马逊州西南部。